# Brachinus bilineatus
Brachinus bilineatus är en skalbaggsart som beskrevs av François Louis Nompar de Caumont de Laporte. Brachinus bilineatus ingår i släktet Brachinus och familjen jordlöpare. Inga underarter finns listade i Catalogue of Life.